# Peach!!/Heart of Xmas
『Peach!!／Heart of Xmas』（ピーチ!!／ハート オブ クリスマス）は、福山雅治の通算13枚目のシングル。1998年11月5日に発売された。発売元はBMGジャパン（現・Ariola Japan）。

## 解説
前作に続き本作も木曜日に発売された。
前作「Heart／you」から、およそ半年ぶりに発売された1998年2枚目のシングル。
ディスクジャケットは桃に見立てた"お尻"の写真であり、福山のシングルで初めて本人が写っていないジャケットになった。
シングル発売を記念して“マル得Peach!!キャンペーン”と題して、抽選で1名に特賞として『WE'RE BROS. TOUR '98 LIKE A HURRICANE』東京国際フォーラムAでの最終公演のBACK STAGE PASSとライブ前に福山が当選者のポートレートを撮影する権利、A賞としてツアー最終公演のBACK STAGE PASSが5名に、B賞として福山の“生写真”が100名に当たる企画があった。応募方法は、シングルの帯にある応募券に自身のプリクラを貼って官製はがきで送るというものであった。

## 収録曲
全編曲：富田素弘
1. Peach!!
（作詞：福山雅治 / 作曲：福山雅治、富田素弘）
フジテレビ系ドラマ『板橋マダムス』主題歌。
“Peach（桃）”とは、桃の形に似た女性のお尻からイメージして制作したものだという。「Peach!!」、「HEAVEN」、「Gang★」からなる“依存症3部作”。
ライブでは定番の楽曲になっており、お尻に“尻ヅラ”をつけて歌っている。2009年の全国ツアーでは、「Peach!!」にちなんだストラップが発売された。
2. Heart of Xmas
（作詞：BROS. / 作曲：福山雅治）
TOKYO FM / JFN '98 Xmasキャンペーンソング
1997年12月にファンクラブ限定で発売されたマキシシングル「BROS. Xmas」のリテイク。福山のオフィシャル・ファンクラブ“BROS.”内で歌詞を公募して完成した楽曲である。タイアップとなったTOKYO FM / JFN系列のラジオパーソナリティ・総勢36名が“JFN HOLY ALL STARS”としてコーラスで参加している。
3. Peach!! (original karaoke)
4. Heart of Xmas (original karaoke)

## ミュージシャン
| Peach!! - Electric Guitar:MOTOHIRO TOMITA - Acoustic Guitar & Electric Guitar:GEORGE KAMATA - Bass:CHIHARU MIKUZUKI - Drums:JUN MATSUMOTO - Keyboards:MOTOHIRO TOMITA - Synthesizer Programming:NOBUO MORIYASU - Percussion:MATARO MISAWA - Trombone:YOICHI MURATA - Saxophone:TAKUO YAMAMOTO - Trumpet:TOSHIO ARAKI - Chorus:YUIKO TSUBOKURA / MISA NAKAYAMA / NAOKI TAKAO | Heart of Xmas - Acoustic Guitar & Electric Guitar:GEORGE KAMATA - Electric Guitar:NOBUO MORIYASU - Keyboards:MOTOHIRO TOMITA - Synthesizer Programming:NOBUO MORIYASU - Soprano Sax:KIMIHIKO SATO - Chorus:YUIKO TSUBOKURA / MISA NAKAYAMA / NAOKI TAKAO / KIMIHIKO SATO / KYOKO ASO / CAO / JFN HOLY ALL STARS / BROS. |

## 収録アルバム
Peach!!
- MAGNUM COLLECTION 1999 "Dear"
- fukuyama masaharu acoustic live best selection "Live Fukuyamania" (Live Version)
- Fukuyama Masaharu ANOTHER WORKS remixed by Piston Nishizawa (ピストン西沢によるremix)
- THE BEST BANG!!